# Madame Medeck
Madame Medeck (Lituània, 1791 – ?) fou una pianista.
Amb dos anys la seva família es traslladà a París estudiant al Conservatori d'aquesta capital, donant-se a conèixer aviat com a notable pianista. El 1816 casà amb el violoncel·lista alemany Medeck i amb ell va recórrer el Migdia de França i passà a Espanya. Residiren a València i Madrid, sent contractat el marit per a figurar en la capella reial i la senyora Medeck es dedicà a donar lliçons de piano amb molt d'èxit, i en la seva llar es donaren notables concerts setmanals, als quals acudien els amateurs de la cort. Madame Medeck deixà manuscrites diverses composicions per a piano.